# غونترام الغني

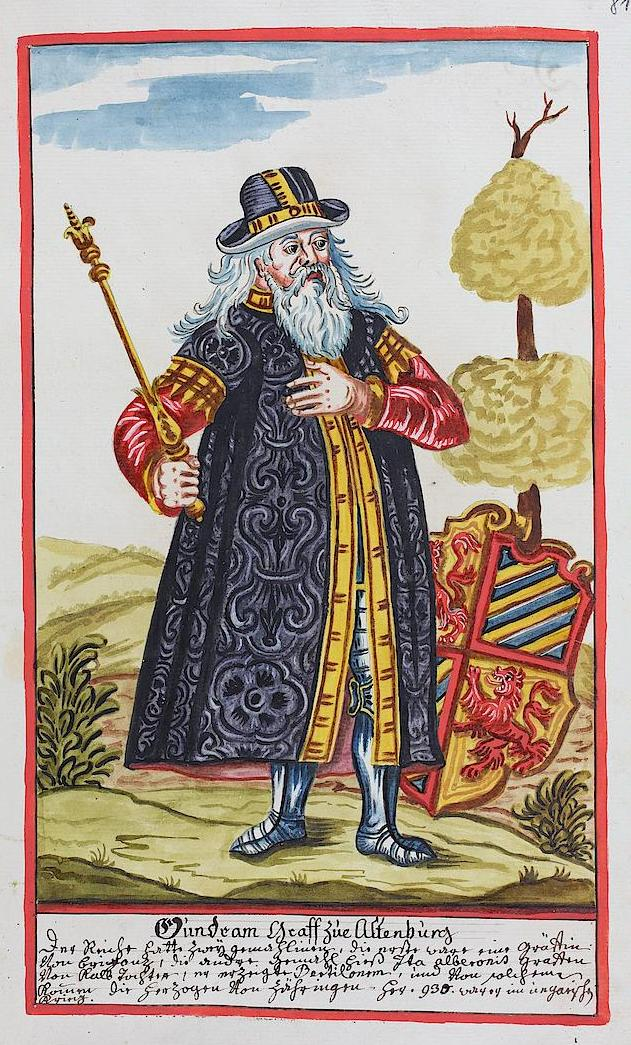
غونترام الغني

غونترام الغني (توفي. 26 مارس 973)؛ هو أحد أسلاف أسرة هابسبورغ العريقة، بحيث أنه يعتبر والد لانتسيلن غراف آلتنبورغ وجد رادبوت كونت كليتغاو.
يعتقد أن والده هو تيوديبرت ملك الهيلفيتين وألامانيون، وأيضا وفقاً لجداول الأنساب الأوروبية في العصور الوسطى بحيث وضعته كأحد أعضاء الأثرياء من نسل إيبرهارد من نوردغاو التي ترجع أملاكه في الراين السفلى (الواقعة اليوم في فرنسا)، وبذلك ربما يعتقد أصله من الألزاس، بحيث كان كونت بريسغاو، وأيضا مالك عقارات كبيرة في الراين السفلى، إلا أنه فقد الأجزاء منها بسبب المزاعم البعض.